# Zuid-Afrika op de Olympische Zomerspelen 1904
Zuid-Afrika nam deel aan de Olympische Zomerspelen 1904 in St. Louis, Verenigde Staten.

## Resultaten per onderdeel

### Atletiek
| Onderdeel       | Plaats | Atleet        | Finale         |
| --------------- | ------ | ------------- | -------------- |
| Mannen marathon | 9e     | Len Tau       | Onbekend       |
| Mannen marathon | 12e    | Jan Mashiani  | Onbekend       |
| Mannen marathon | —      | Bertie Harris | Niet gefinisht |

### Touwtrekken
| Onderdeel          | Plaats | Speler | Kwartfinale                         | Halve finale  | Finale        | Zilver medaille halve finale | Zilver medaille wedstrijd |
| ------------------ | ------ | ------ | ----------------------------------- | ------------- | ------------- | ---------------------------- | ------------------------- |
| Mannen touwtrekken | 5e     | Boers  | Verloor van Milwaukee Athletic Club | Uitgeschakeld | Uitgeschakeld | Uitgeschakeld                | Uitgeschakeld             |

Australië · Canada · Cuba · Duitsland · Frankrijk · Griekenland · Groot-Brittannië · Hongarije · Oostenrijk · Verenigde Staten · Zuid-Afrika · Zwitserland · Gemengde teams